# 성좌의 재외공관 목록

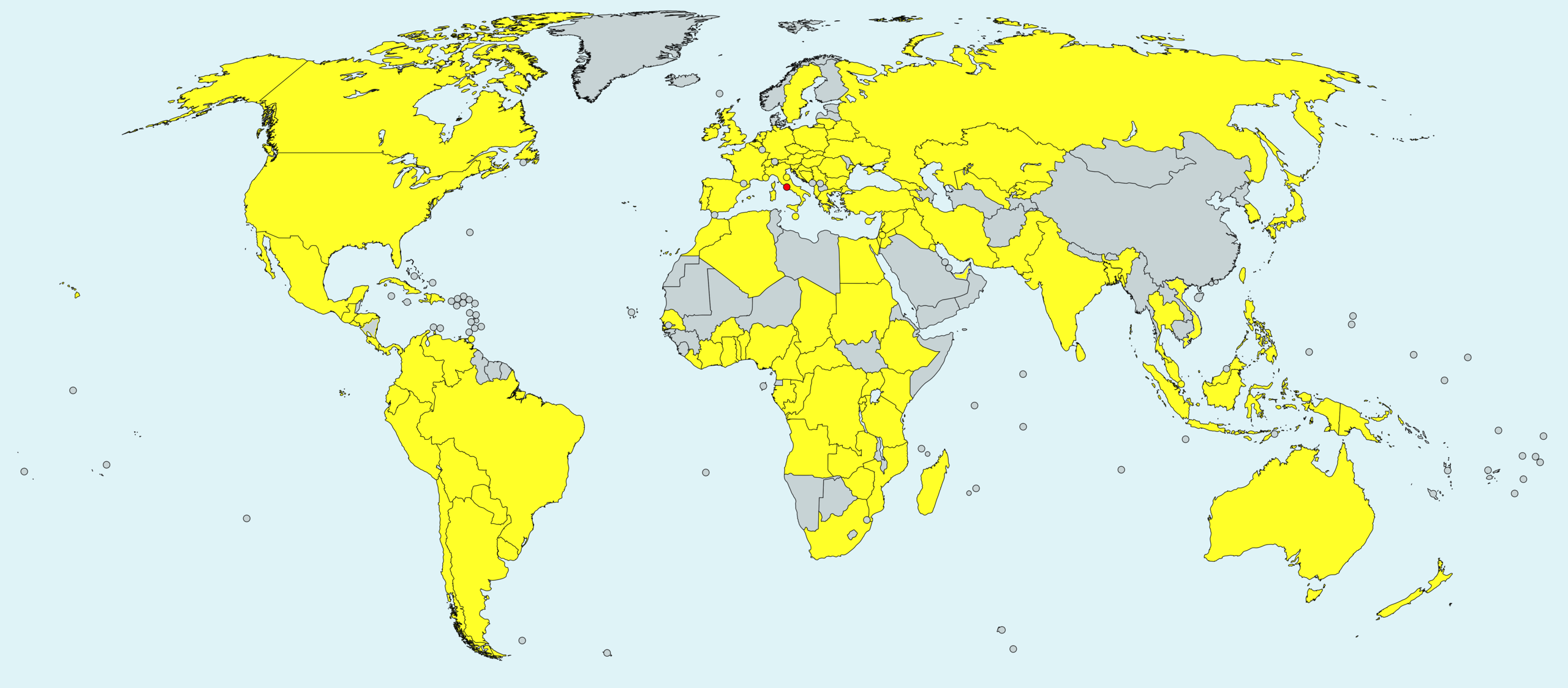
성좌의 재외공관

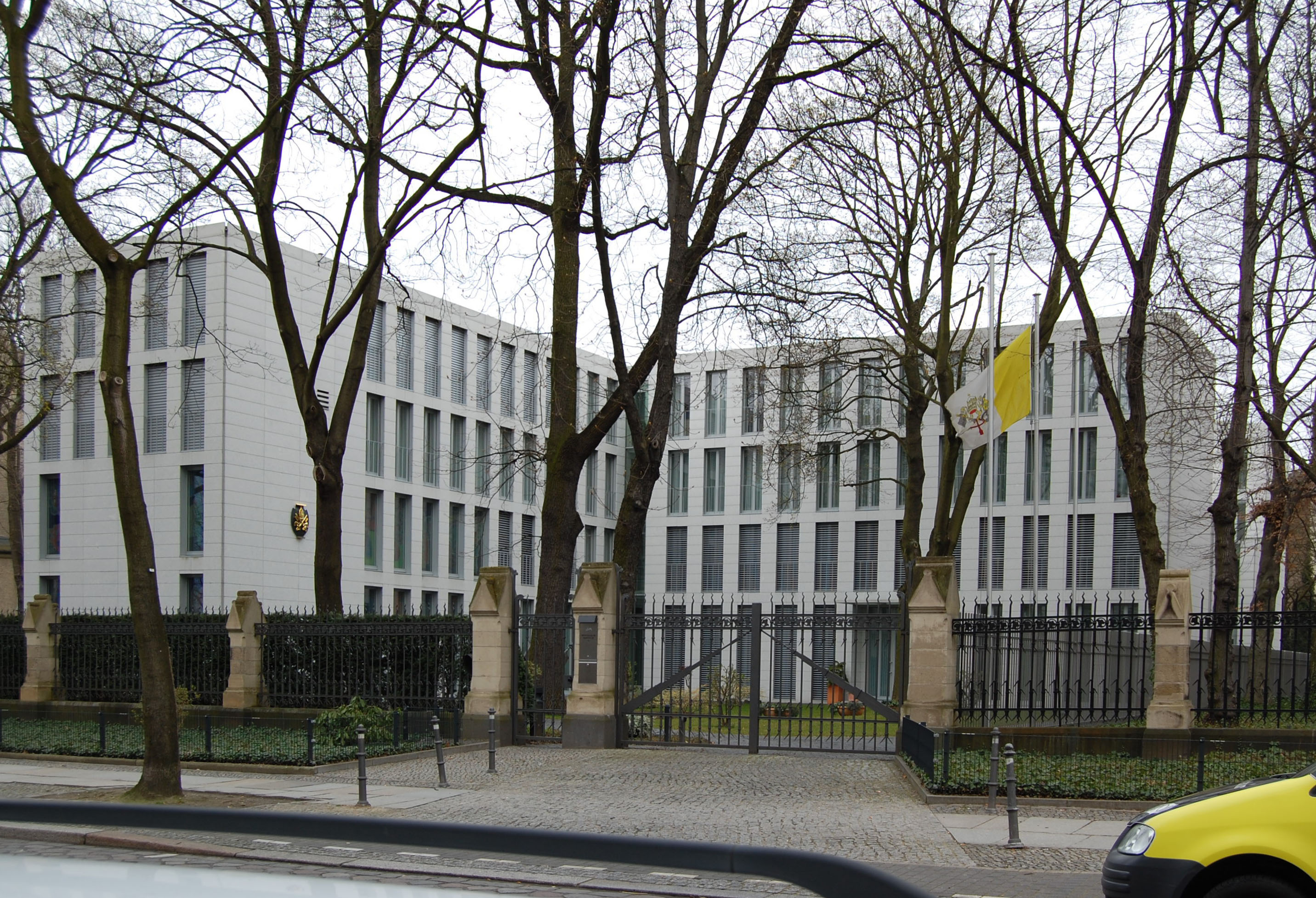
베를린 주재 교황청 대사관

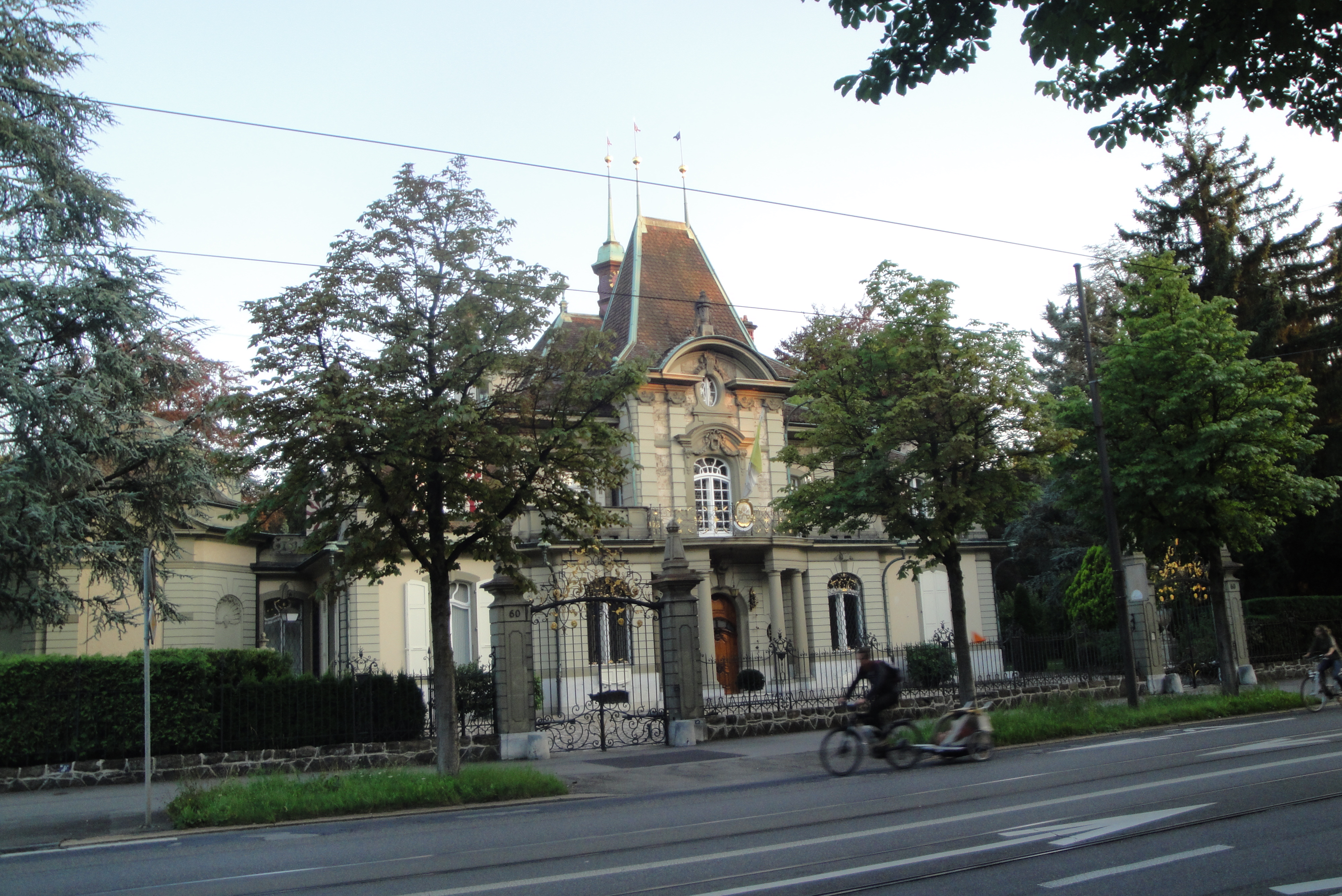
베른 주재 교황청 대사관

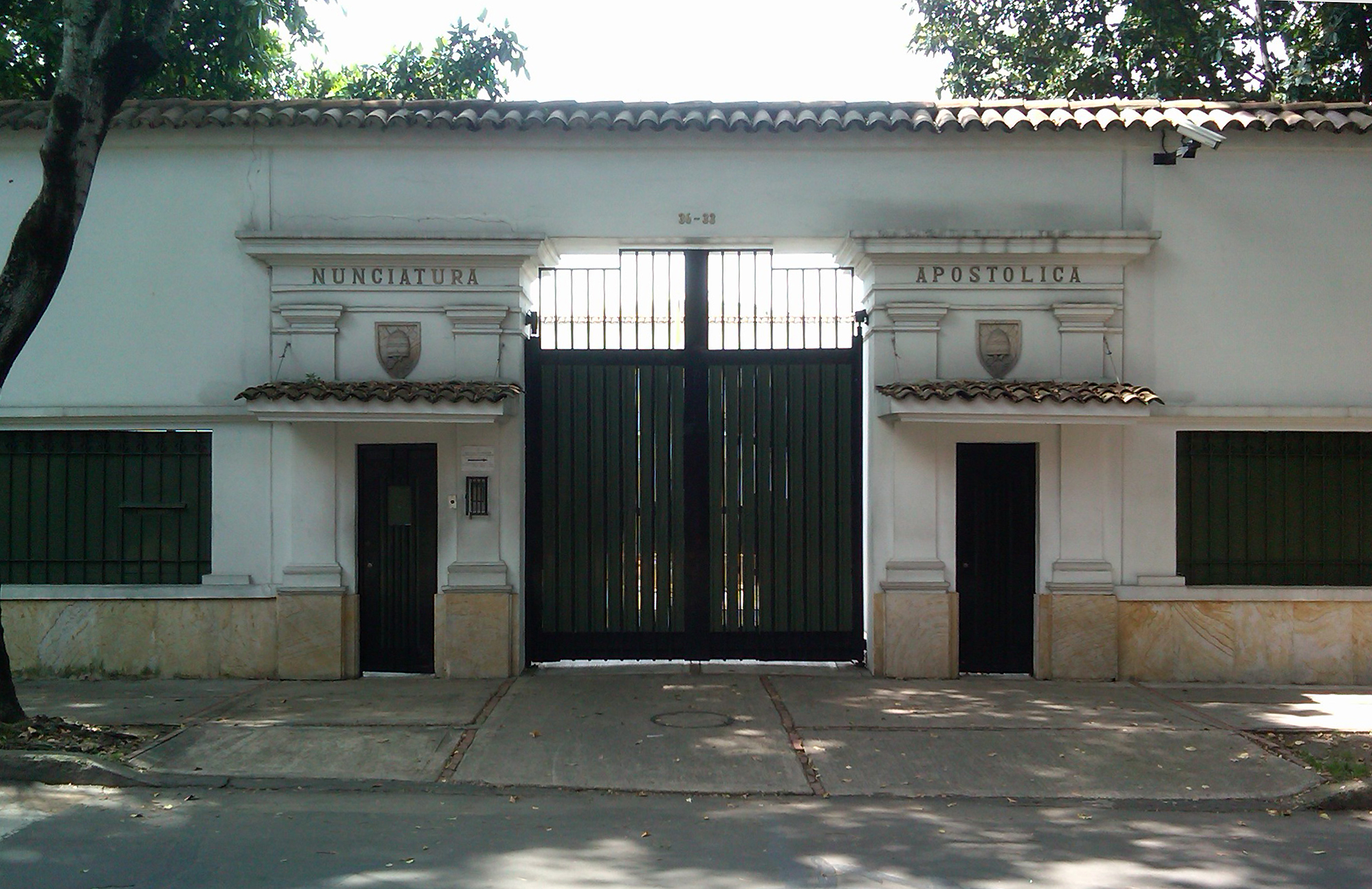
보고타 주재 교황청 대사관

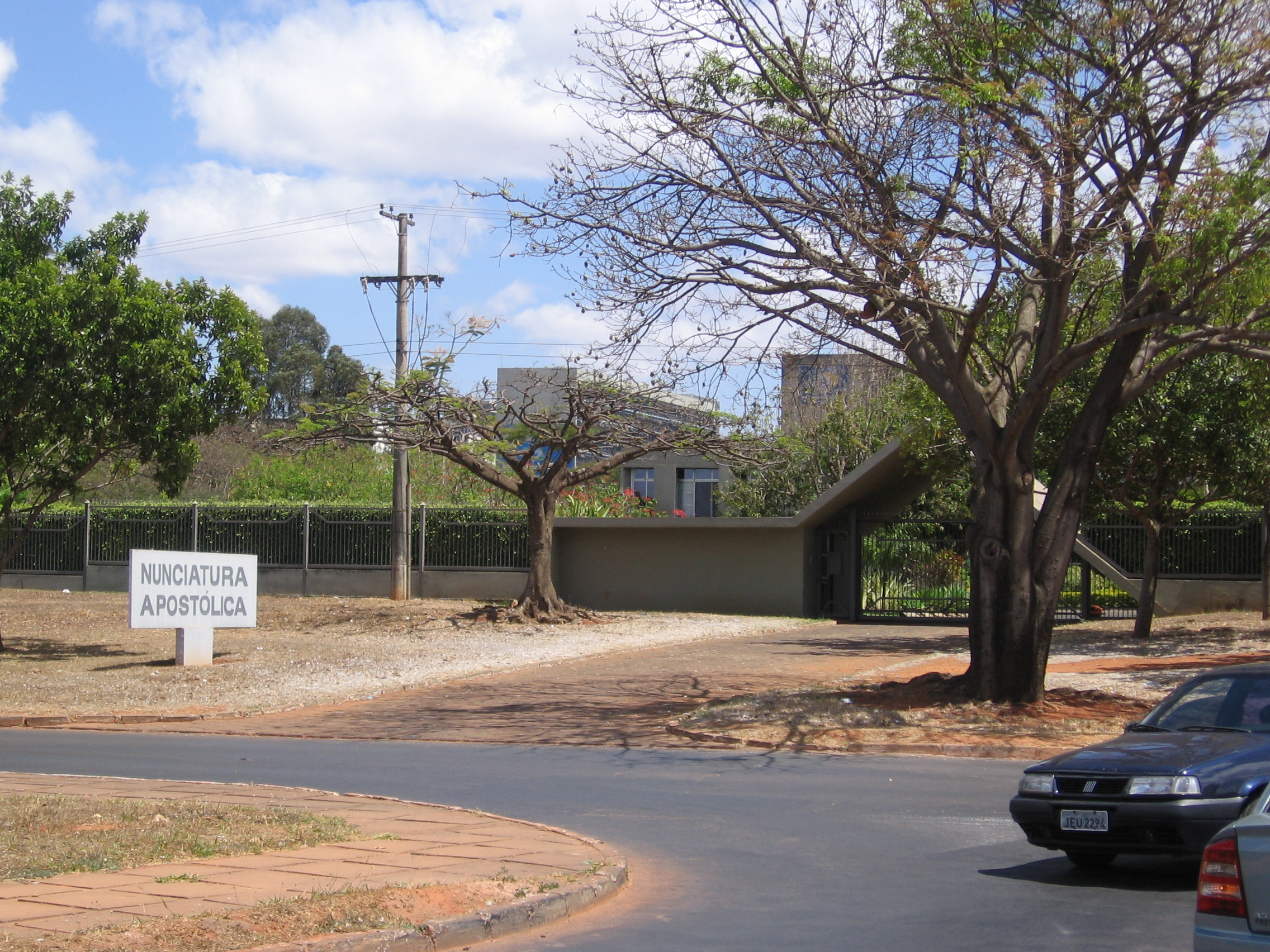
브라질리아 주재 교황청 대사관

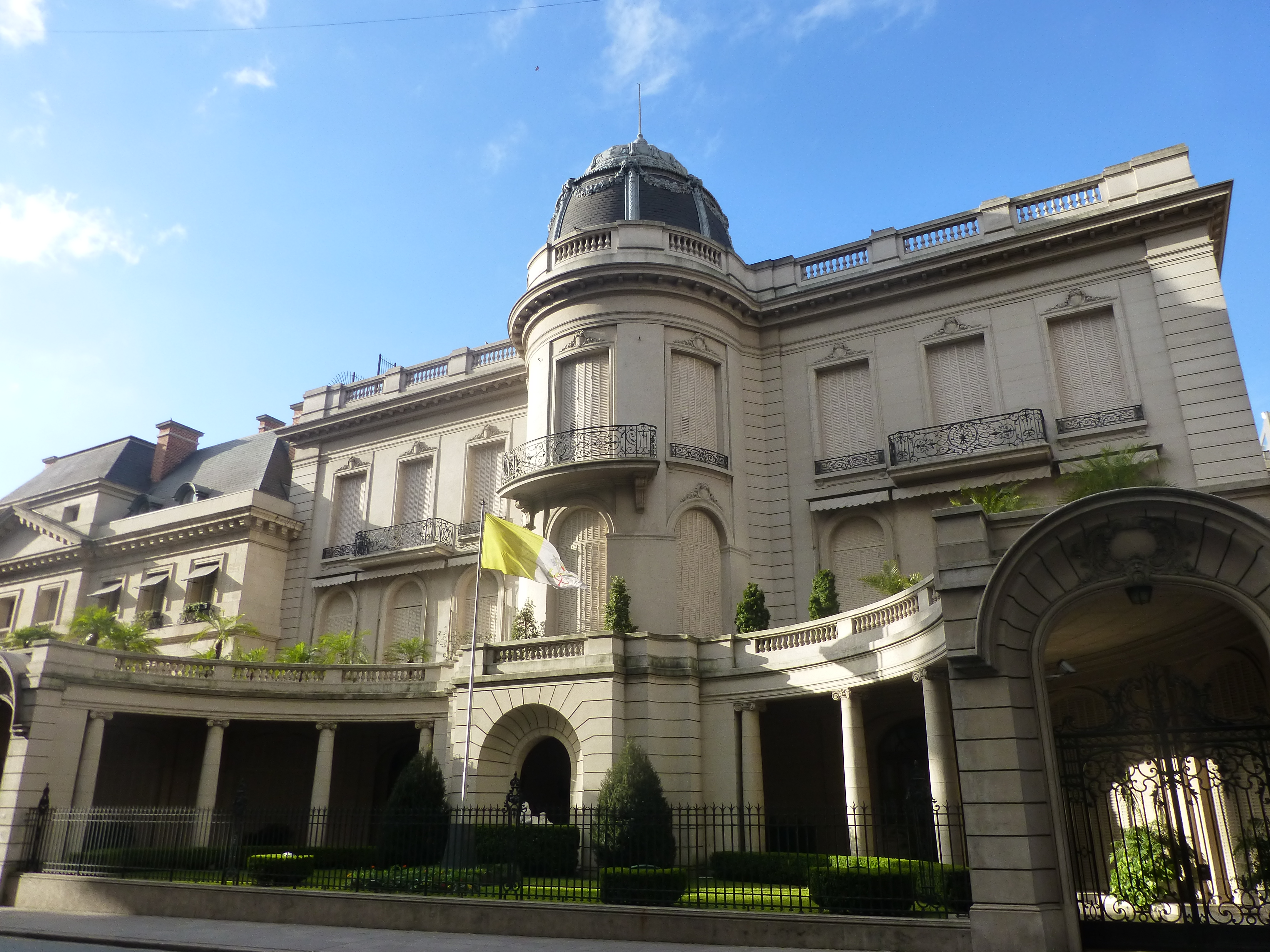
부에노스아이레스 주재 교황청 대사관

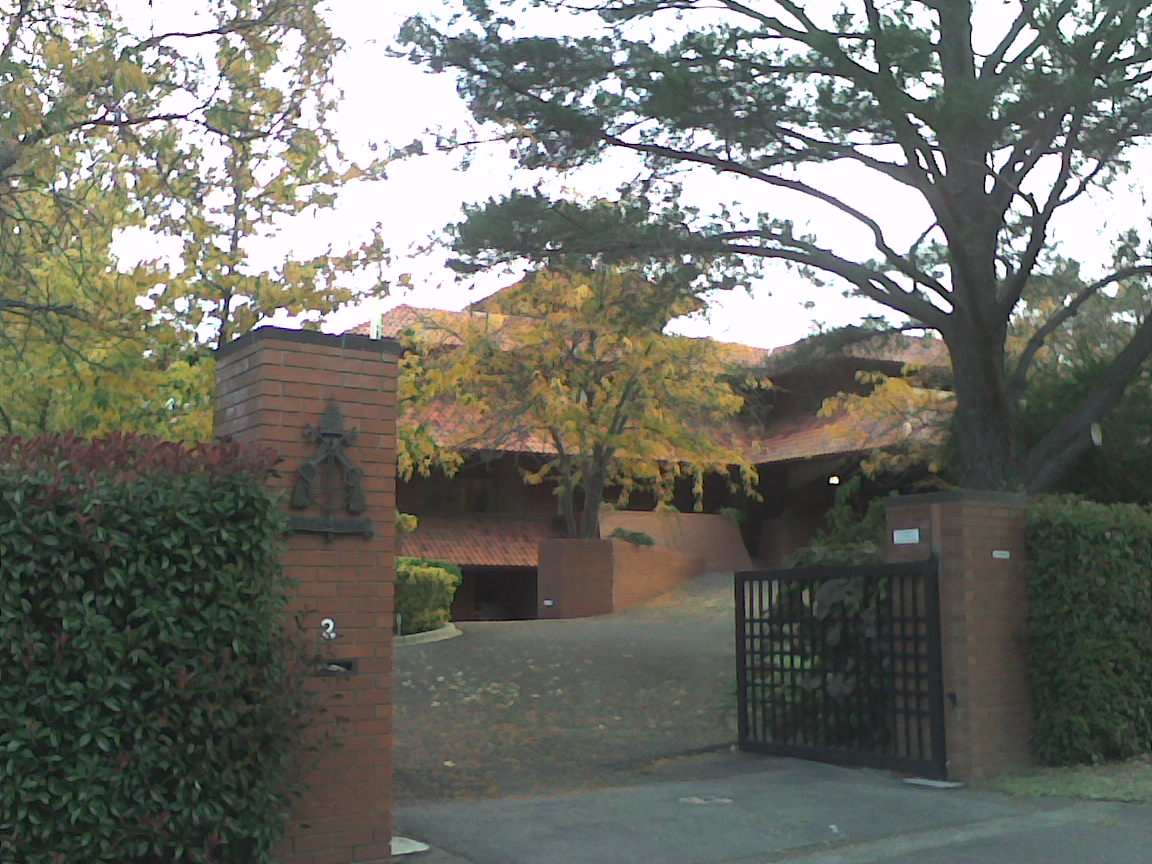
캔버라 주재 교황청 대사관

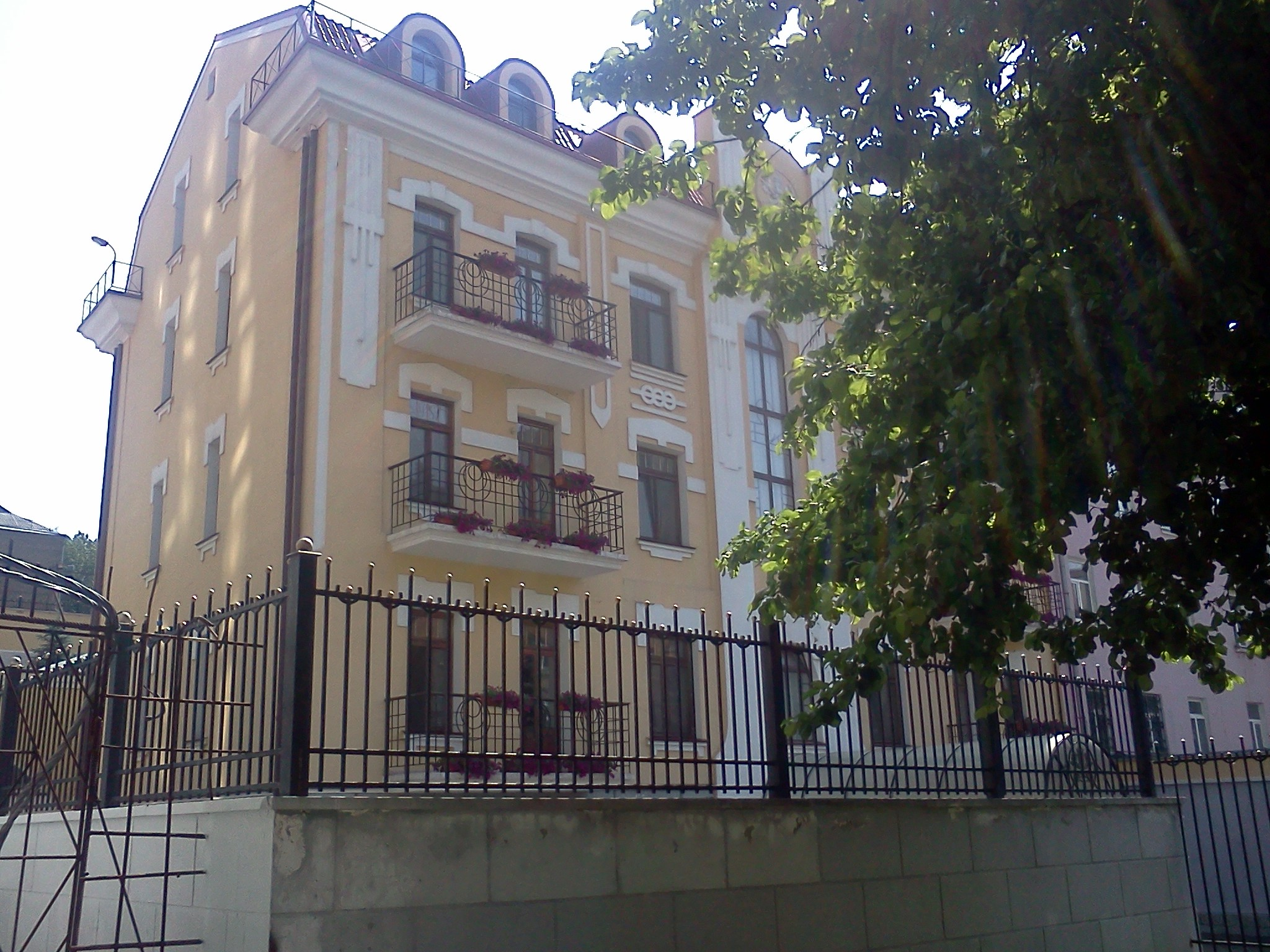
키예프 주재 교황청 대사관

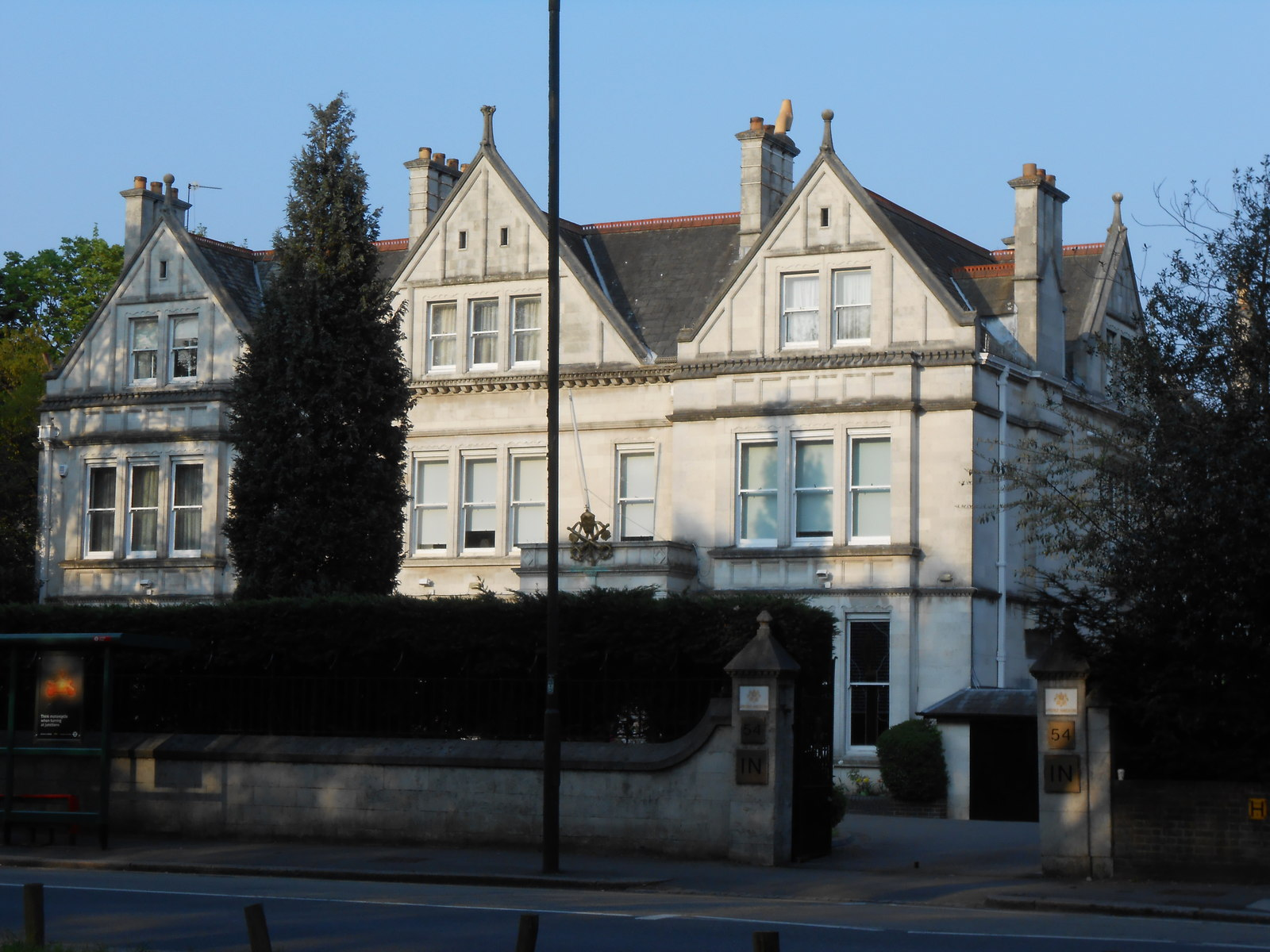
런던 주재 교황청 대사관

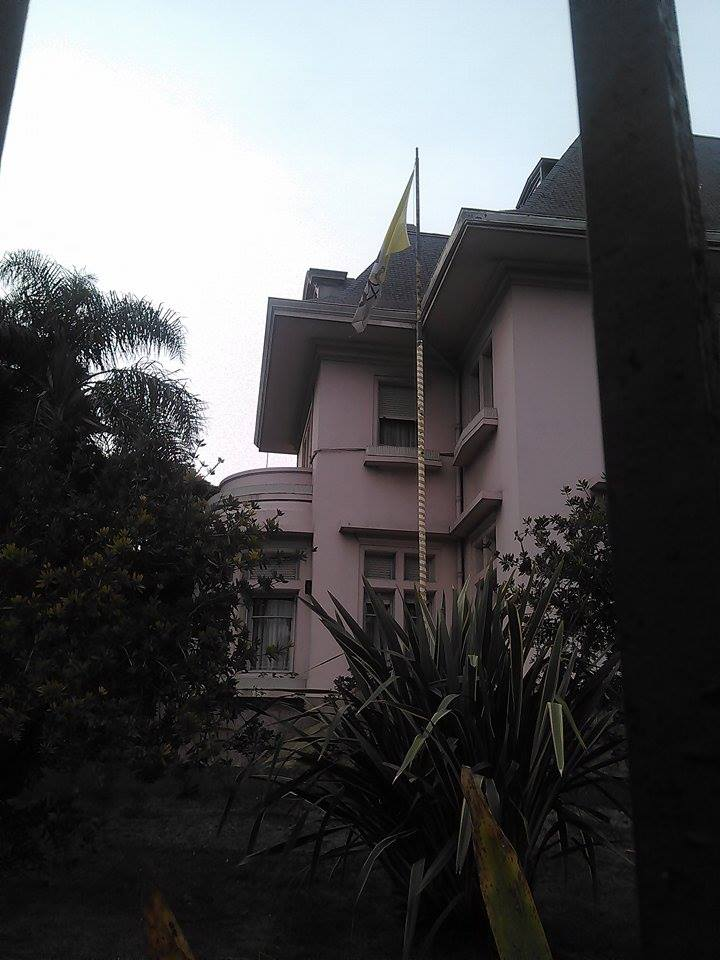
몬테비데오 주재 교황청 대사관

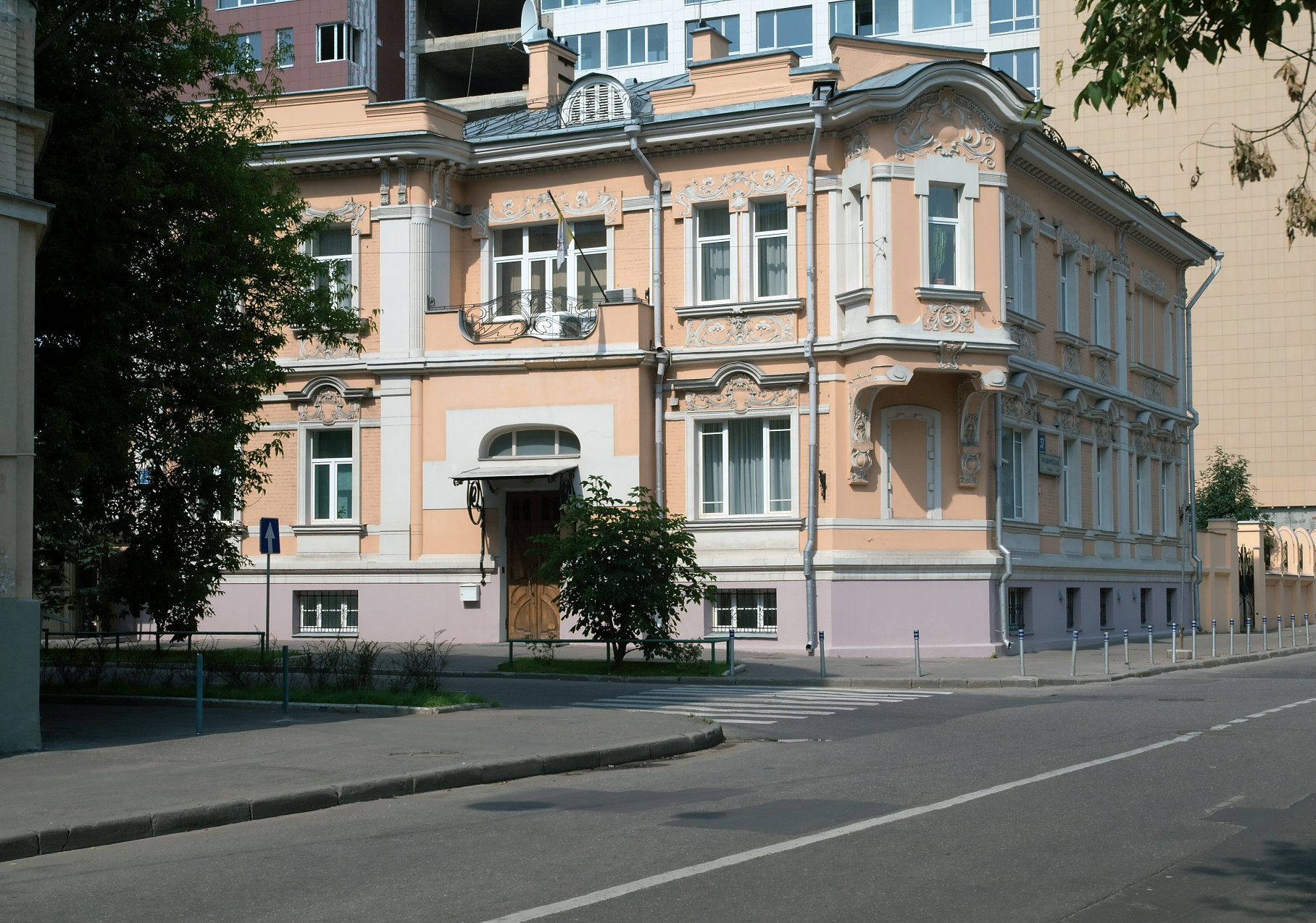
모스크바 주재 교황청 대사관

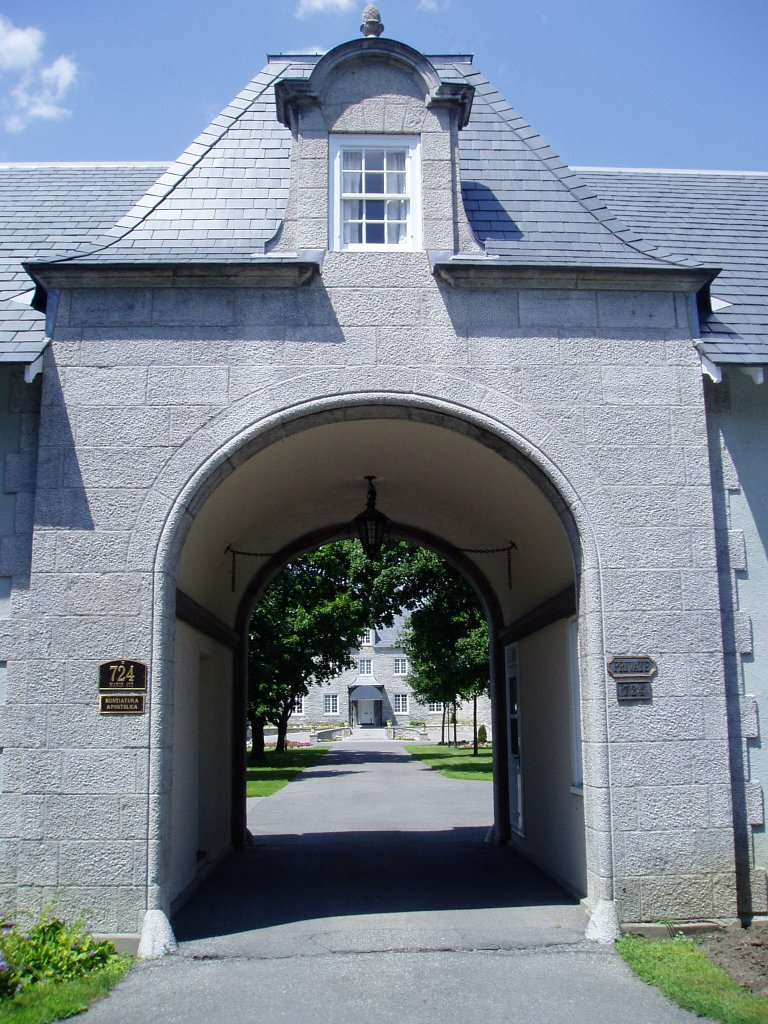
오타와 주재 교황청 대사관

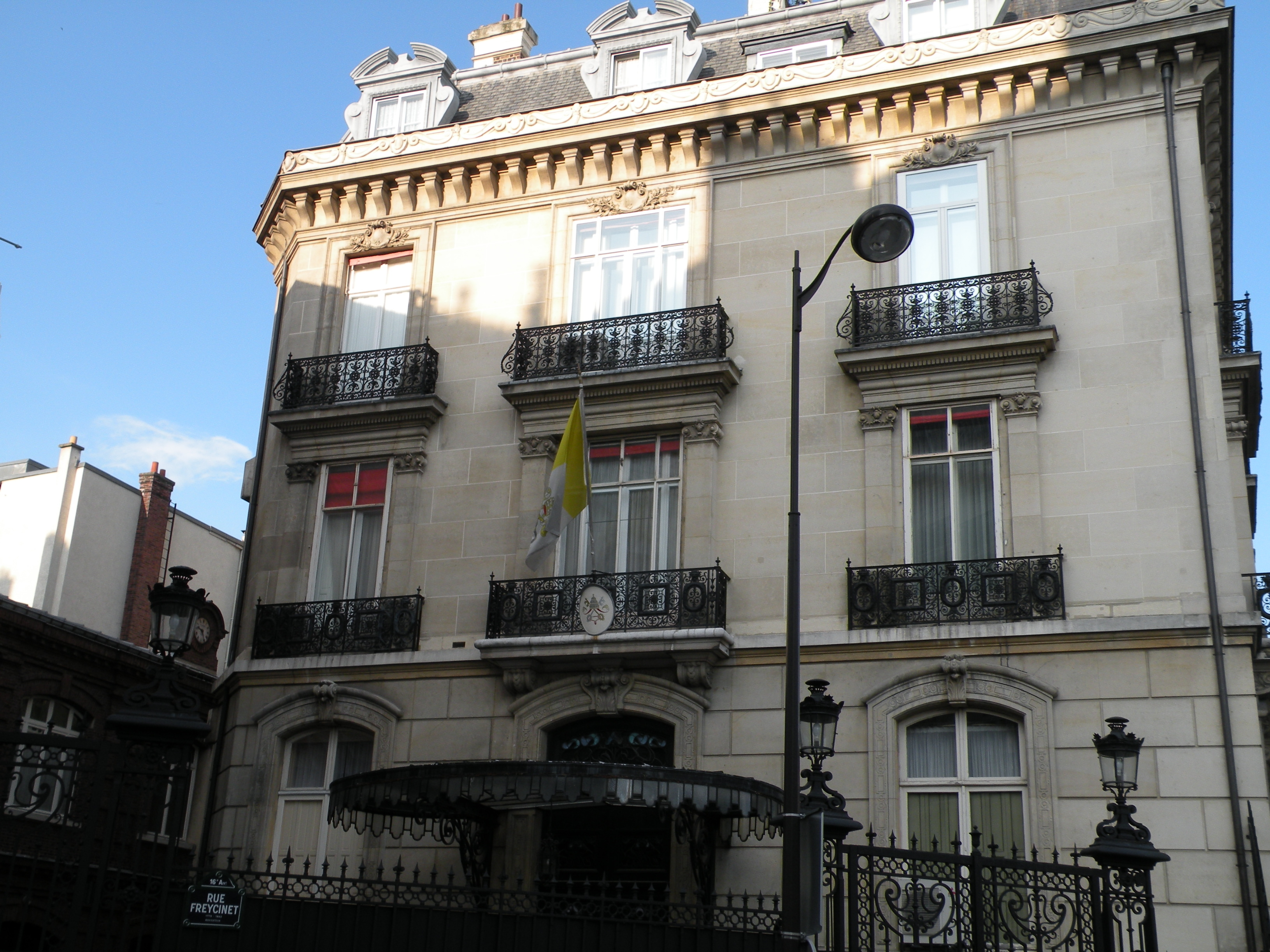
파리 주재 교황청 대사관

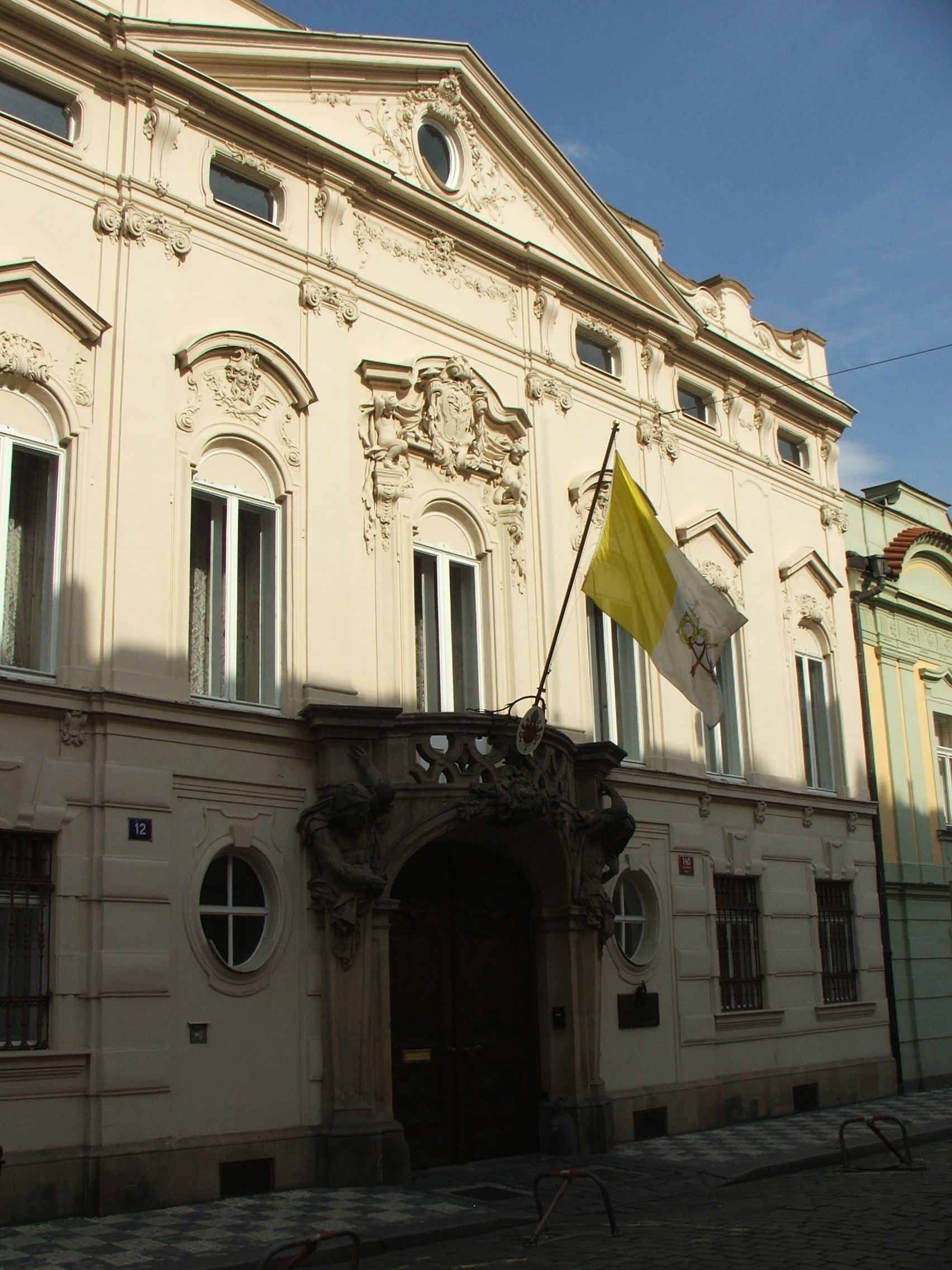
프라하 주재 교황청 대사관

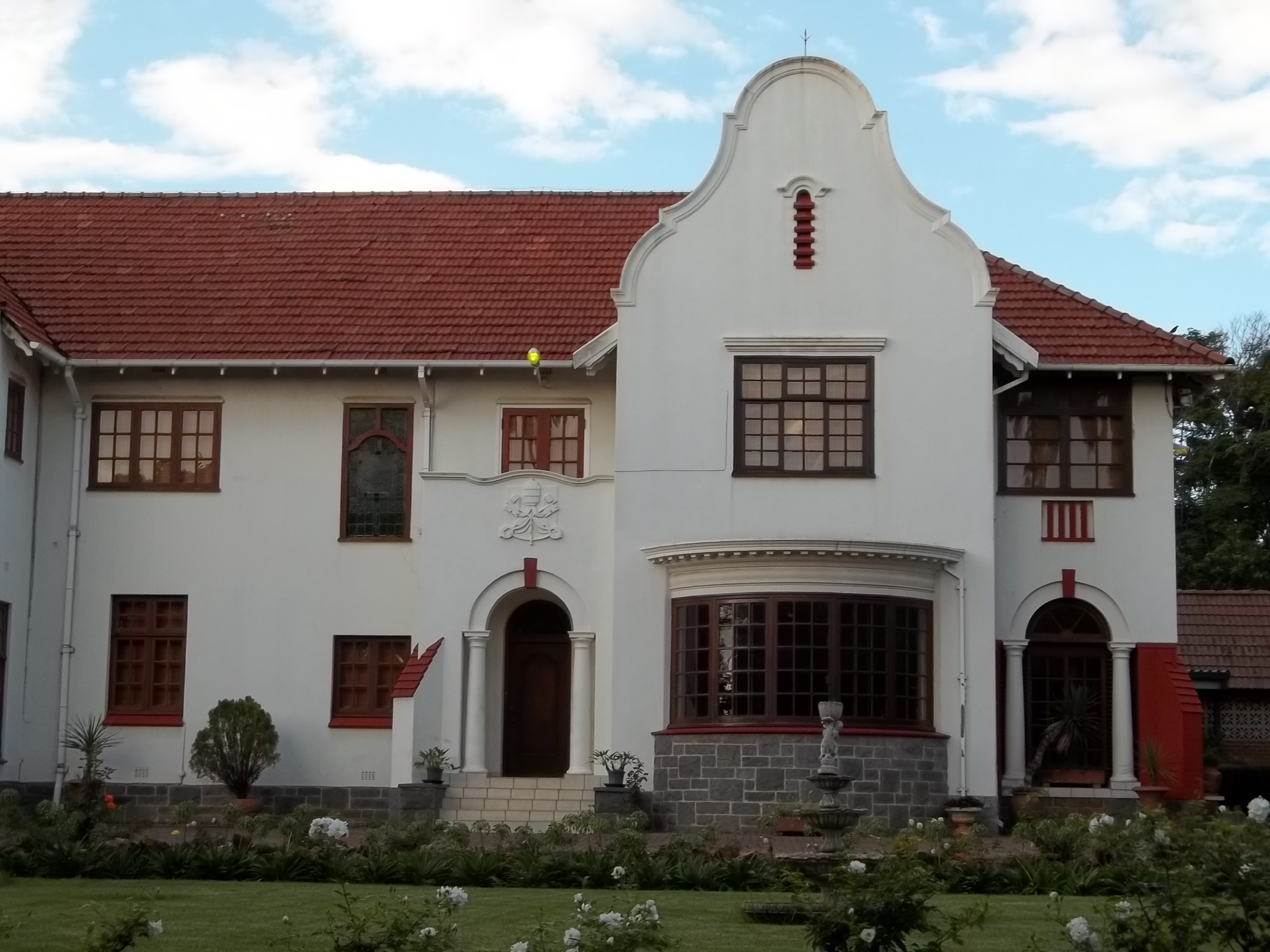
프리토리아 주재 교황청 대사관

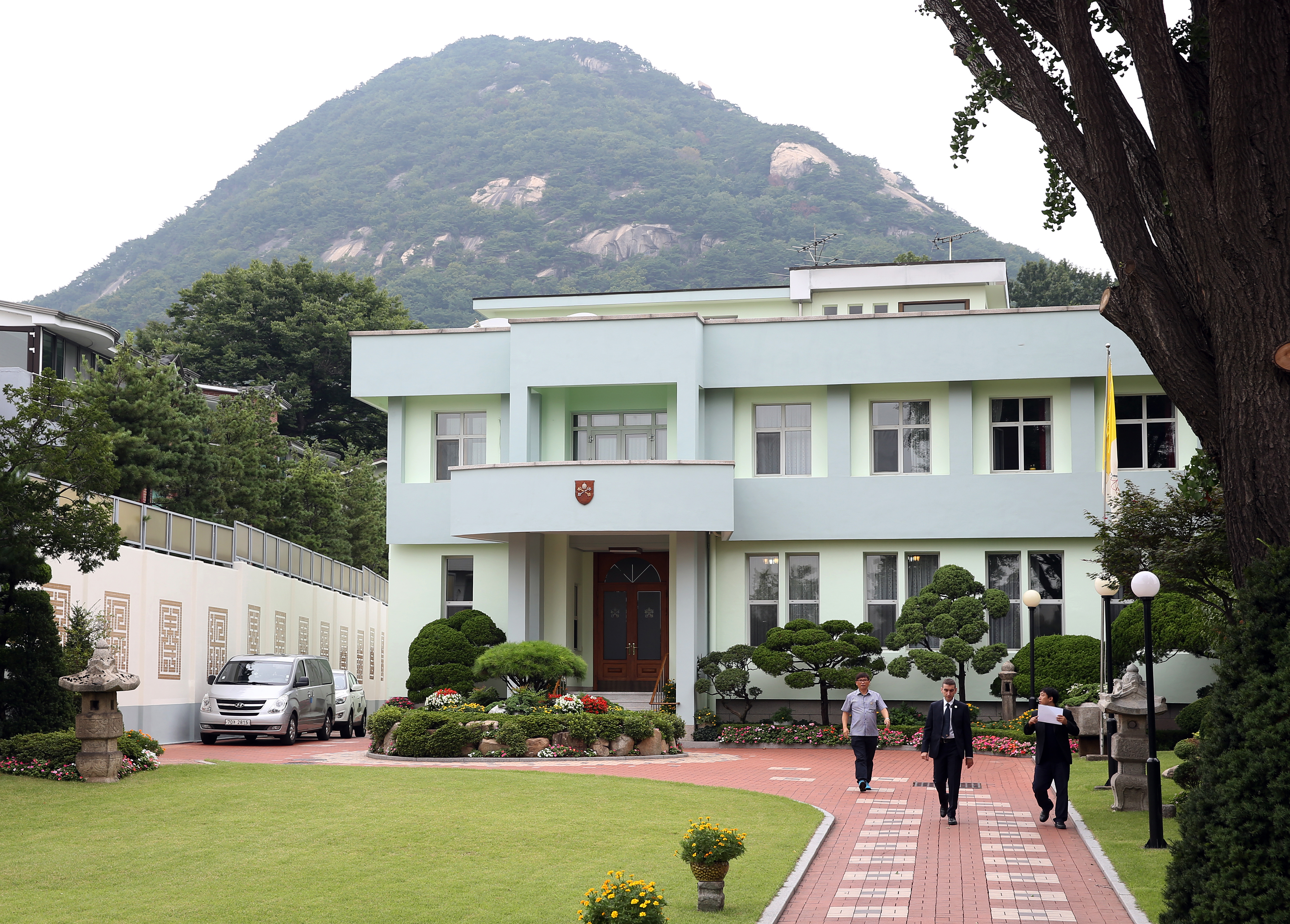
서울특별시 주재 교황청 대사관

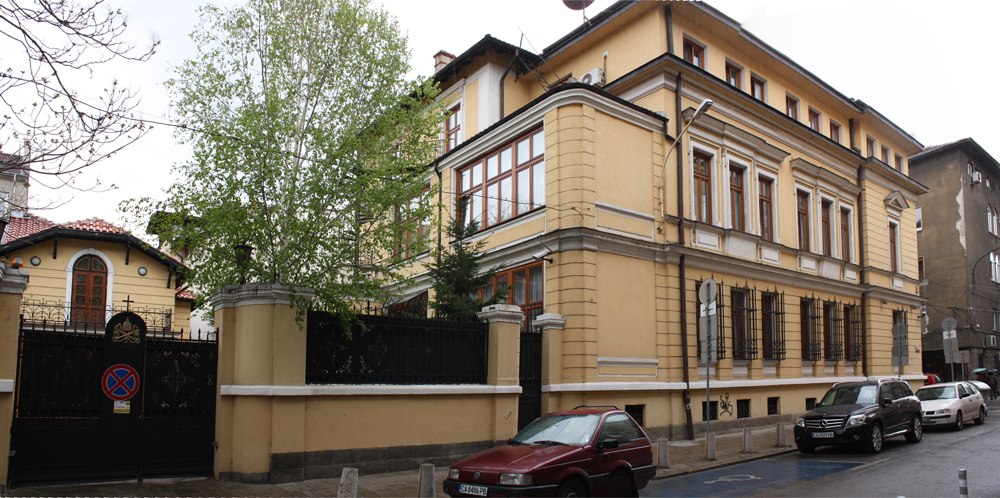
소피아 주재 교황청 대사관

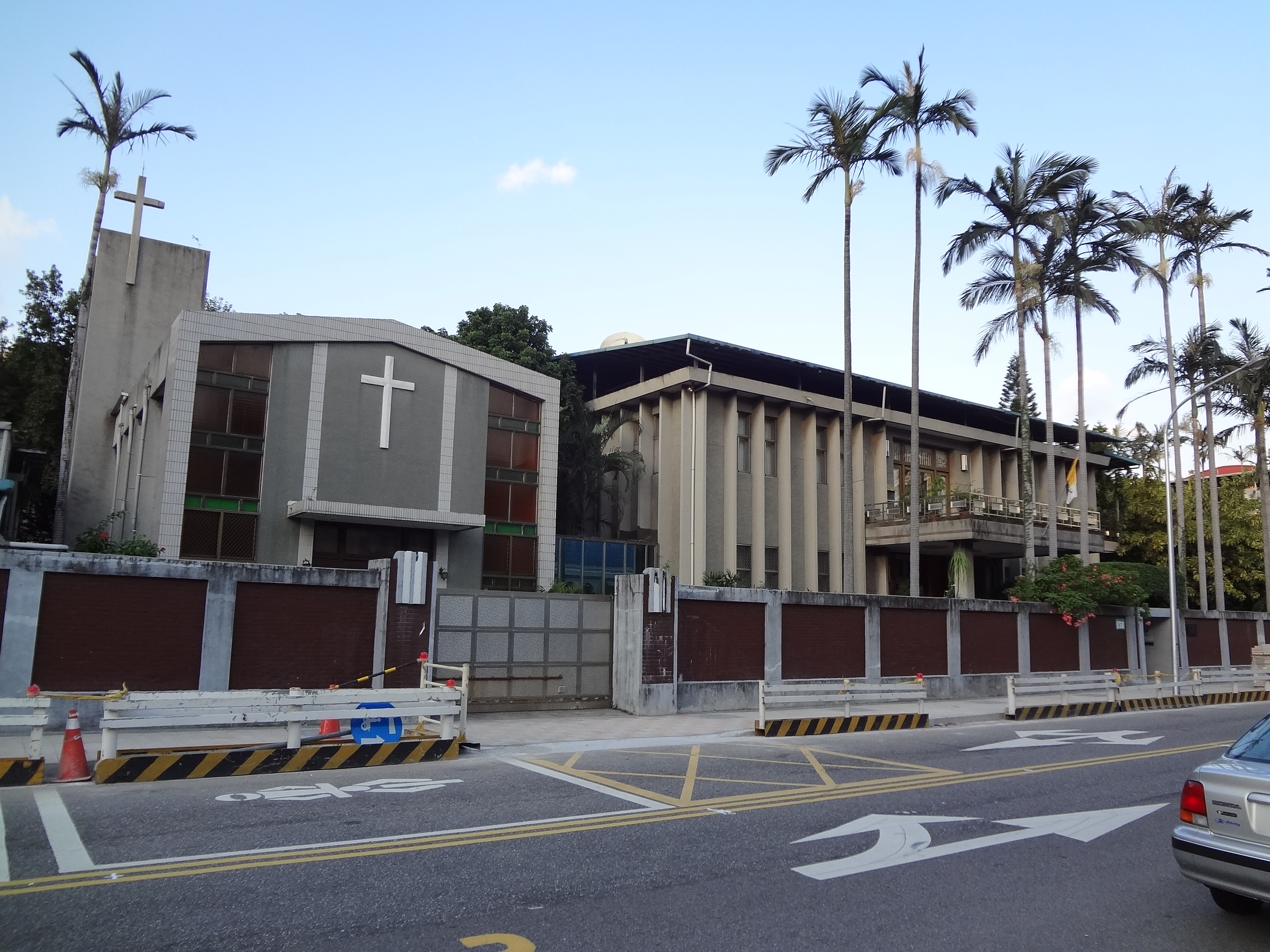
타이베이 시 주재 교황청 대사관

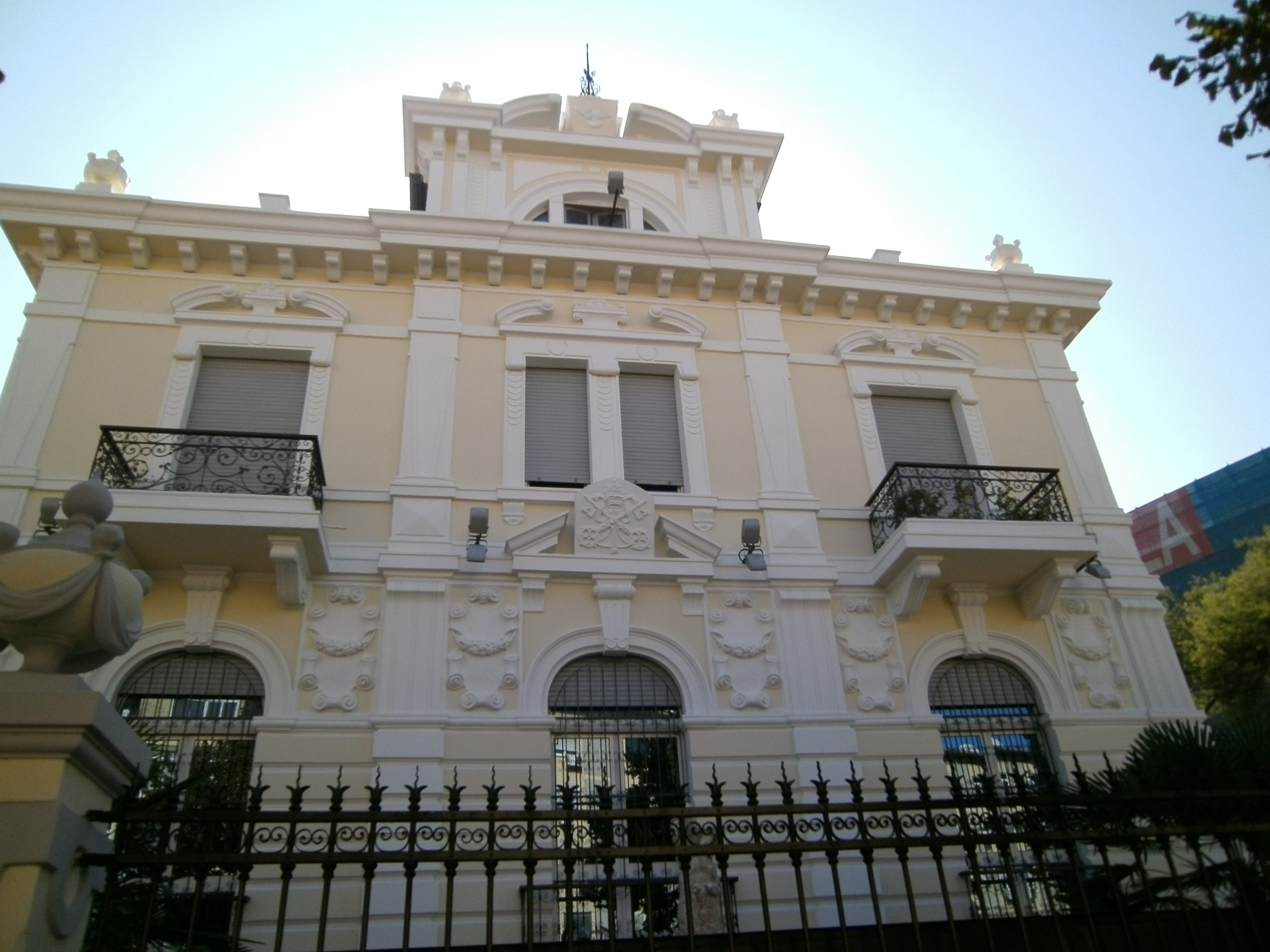
티라나 주재 교황청 대사관

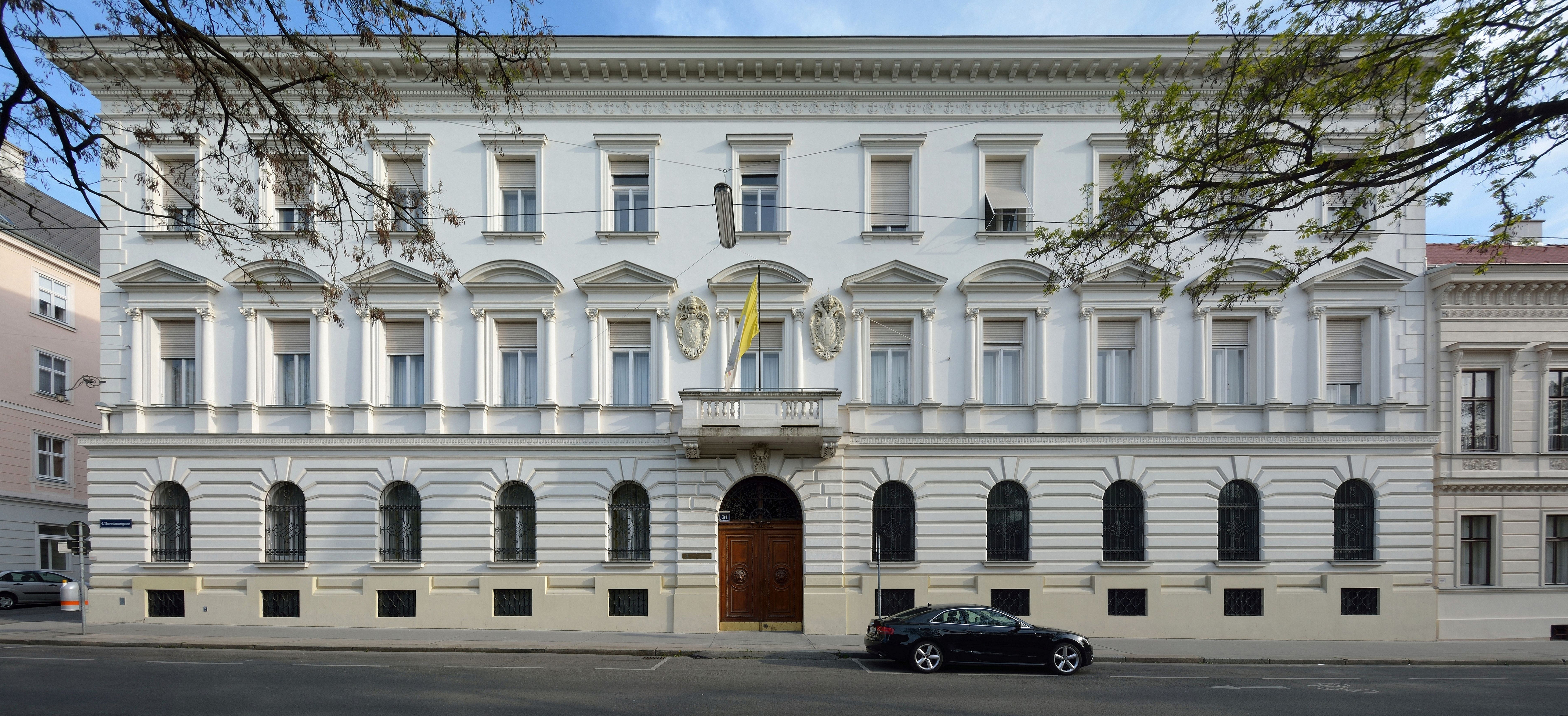
빈 주재 교황청 대사관

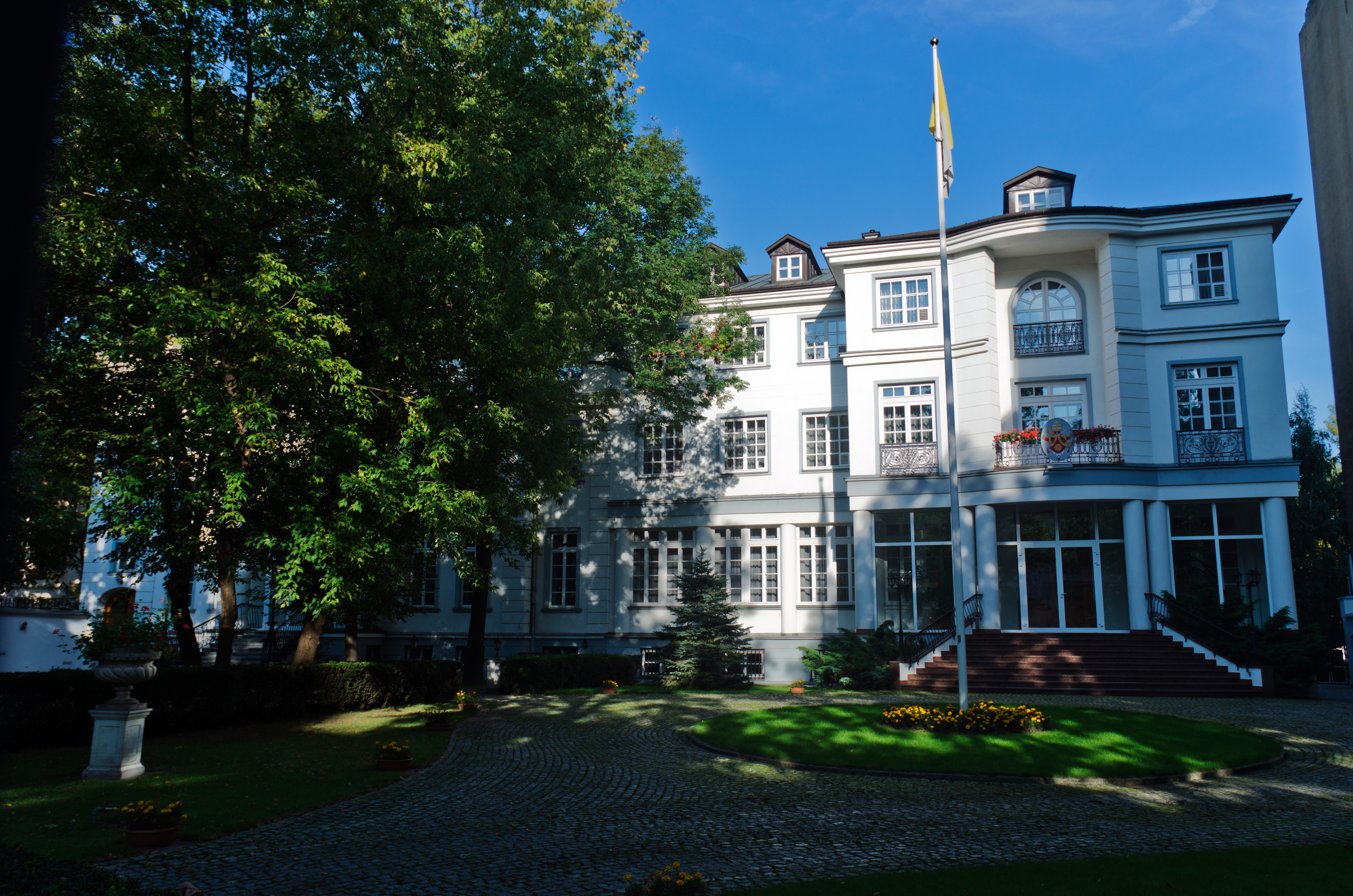
바르샤바 주재 교황청 대사관

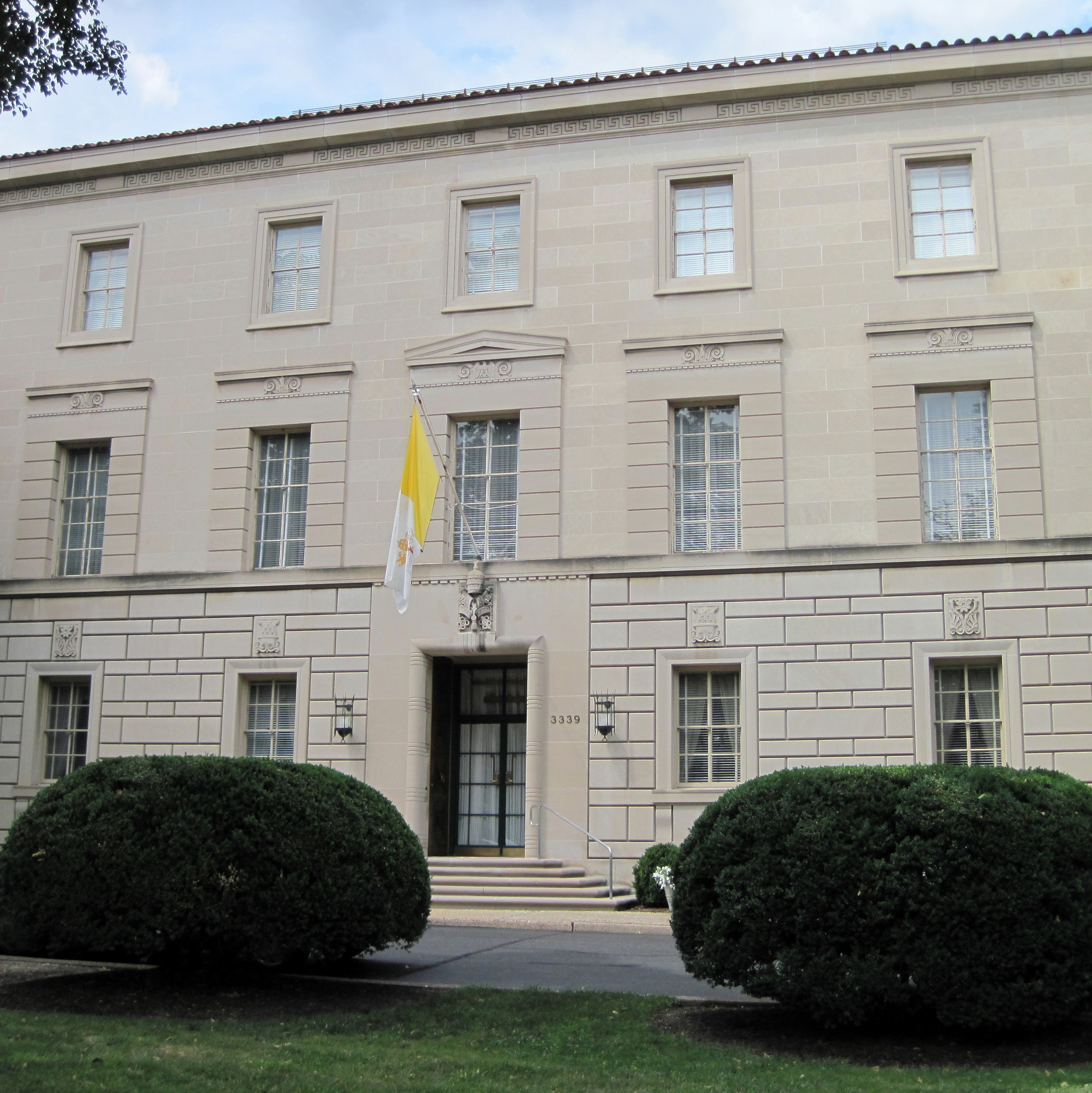
워싱턴 D.C. 주재 교황청 대사관

아래는 성좌의 재외공관 목록이다.

## 아프리카
- 가나: 아크라 (교황청 대사관)
- 가봉: 리브르빌 (교황청 대사관)
- 기니: 코나크리 (교황청 대사관)
- 나이지리아: 아부자 (교황청 대사관)
- 남수단: 주바 (교황청 대사관)
- 남아프리카 공화국: 프리토리아 (교황청 대사관)
- 르완다: 키갈리 (교황청 대사관)
- 마다가스카르: 안타나나리보 (교황청 대사관)
- 모로코: 라바트 (교황청 대사관)
- 모잠비크: 마푸투 (교황청 대사관)
- 베냉: 코토누 (교황청 대사관)
- 부룬디: 부줌부라 (교황청 대사관)
- 세네갈: 다카르 (교황청 대사관)
- 수단: 하르툼 (교황청 대사관)
- 알제리: 알제 (교황청 대사관)
- 앙골라: 루안다 (교황청 대사관)
- 에티오피아: 아디스아바바 (교황청 대사관)
- 우간다: 캄팔라 (교황청 대사관)
- 이집트: 카이로 (교황청 대사관)
- 잠비아: 루사카 (교황청 대사관)
- 중앙아프리카 공화국: 방기 (교황청 대사관)
- 짐바브웨: 하라레 (교황청 대사관)
- 차드: 은자메나 (교황청 대사관)
- 카메룬: 야운데 (교황청 대사관)
- 케냐: 나이로비 (교황청 대사관)
- 코트디부아르: 아비장 (교황청 대사관)
- 콩고 공화국: 브라자빌 (교황청 대사관)
- 콩고 민주 공화국: 킨샤사 (교황청 대사관)
- 탄자니아: 다르에스살람 (교황청 대사관)

## 아메리카
- 과테말라: 과테말라 시 (교황청 대사관)
- 니카라과: 마나과 (교황청 대사관)
- 도미니카 공화국: 산토도밍고 (교황청 대사관)
- 멕시코: 멕시코시티 (교황청 대사관)
- 미국: 워싱턴 D.C. (교황청 대사관)
- 베네수엘라: 카라카스 (교황청 대사관)
- 볼리비아: 라파스 (교황청 대사관)
- 브라질: 브라질리아 (교황청 대사관)
- 아르헨티나: 부에노스아이레스 (교황청 대사관)
- 아이티: 포르토프랭스 (교황청 대사관)
- 앤티가 바부다: 세인트존스 (교황청 대사관)
- 에콰도르: 키토 (교황청 대사관)
- 엘살바도르: 산살바도르 (교황청 대사관)
- 온두라스: 테구시갈파 (교황청 대사관)
- 우루과이: 몬테비데오 (교황청 대사관)
- 칠레: 산티아고 (교황청 대사관)
- 캐나다: 오타와 (교황청 대사관)
- 코스타리카: 산호세 (교황청 대사관)
- 콜롬비아: 보고타 (교황청 대사관)
- 쿠바: 아바나 (교황청 대사관)
- 트리니다드 토바고: 포트오브스페인 (교황청 대사관)
- 파나마: 파나마시티 (교황청 대사관)
- 파라과이: 아순시온 (교황청 대사관)
- 페루: 리마 (교황청 대사관)

## 아시아
- 대한민국: 서울특별시 (교황청 대사관)
- 레바논: 베이루트 (교황청 대사관)
- 말레이시아: 쿠알라룸푸르 (교황청 대사관)
- 방글라데시: 다카 (교황청 대사관)
- 스리랑카: 콜롬보 (교황청 대사관)
- 시리아: 다마스쿠스 (교황청 대사관)
- 싱가포르: 싱가포르 (교황청 대사관)
- 요르단: 암만 (교황청 대사관)
- 우즈베키스탄: 타슈켄트 (교황청 대사관)
- 이라크: 바그다드 (교황청 대사관)
- 이란: 테헤란 (교황청 대사관)
- 이스라엘: 텔아비브 (교황청 대사관), 예루살렘 (교황 대표부)
- 인도: 뉴델리 (교황청 대사관)
- 인도네시아: 자카르타 (교황청 대사관)
- 일본: 도쿄도 (교황청 대사관)
- 중화민국: 타이베이시 (교황청 대사관)
- 카자흐스탄: 아스타나 (교황청 대사관)
- 쿠웨이트: 쿠웨이트시티 (교황청 대사관)
- 태국: 방콕 (교황청 대사관)
- 튀르키예: 앙카라 (교황청 대사관)
- 투르크메니스탄: 아시가바트 (교황청 대사관)
- 파키스탄: 이슬라마바드 (교황청 대사관)
- 필리핀: 마닐라 (교황청 대사관)

## 유럽
- 그리스: 아테네 (교황청 대사관)
- 네덜란드: 헤이그 (교황청 대사관)
- 독일: 베를린 (교황청 대사관)
- 러시아: 모스크바 (교황청 대사관)
- 루마니아: 부쿠레슈티 (교황청 대사관)
- 리투아니아: 빌뉴스 (교황청 대사관)
- 몰도바: 키시너우 (교황청 대사관)
- 몰타: 발레타 (교황청 대사관)
- 벨기에: 브뤼셀 (교황청 대사관)
- 벨라루스: 민스크 (교황청 대사관)
- 보스니아 헤르체고비나: 사라예보 (교황청 대사관)
- 불가리아: 소피아 (교황청 대사관)
- 산마리노: 산마리노시 (교황청 대사관)
- 세르비아: 베오그라드 (교황청 대사관)
- 스웨덴: 스톡홀름 (교황청 대사관)
- 스위스: 베른 (교황청 대사관)
- 스페인: 마드리드 (교황청 대사관)
- 슬로바키아: 브라티슬라바 (교황청 대사관)
- 슬로베니아: 류블랴나 (교황청 대사관)
- 아일랜드: 더블린 (교황청 대사관)
- 알바니아: 티라나 (교황청 대사관)
- 영국: 런던 (교황청 대사관)
- 오스트리아: 빈 (교황청 대사관)
- 우크라이나: 키이우 (교황청 대사관)
- 이탈리아: 로마 (교황청 대사관)
- 조지아: 트빌리시 (교황청 대사관)
- 체코: 프라하 (교황청 대사관)
- 크로아티아: 자그레브 (교황청 대사관)
- 키프로스: 니코시아 (교황청 대사관)
- 포르투갈: 리스본 (교황청 대사관)
- 폴란드: 바르샤바 (교황청 대사관)
- 프랑스: 파리 (교황청 대사관), 스트라스부르 (사무소)
- 헝가리: 부다페스트 (교황청 대사관)

## 오세아니아
- 뉴질랜드: 웰링턴 (교황청 대사관)
- 오스트레일리아: 캔버라 (교황청 대사관)
- 파푸아뉴기니: 포트모르즈비 (교황청 대사관)

## 대표부
- UN 성좌 옵서버 상주대표부: 뉴욕, 제네바